# Светска антидопинг агенција
Светска антидопинг агенција (фр. Agence mondiale antidopage, AMA; енгл. World Anti-Doping Agency, WADA) независна је организација чија је улога промовисање и координирање борбе против употребе дрога у спорту. Агенцију је покренуо Међународни олимпијски комитет 1999. године у Лозани, а данас се седиште налази у Канади.
Слоган организације гласи Play True („играј поштено”). Од 2002. године седиште агенције је пребачено у канадски град Монтреал.
Главни документ WADA-е је Светски антидопинг кодекс који је усвојило више од 600 спортских организација широм света, међу којима су разни светски спортски савези, друге антидопинг агенције, МОК, Међународни параолимпијски одбор и др. Дана 26. новембра 2019. усвојена је нова верзија Кодекса који је ступио на снагу 1. јануара 2021.

## Историја
Светска антидопиншка агенција је фондација настала кроз колективну иницијативу коју води Међународни олимпијски комитет (МОК). Основан је 10. новембра 1999. у Лозани, Швајцарска, као резултат онога што је названо „Декларација из Лозане“, да промовише, координира и прати борбу против дрога у спорту. Од 2002. године седиште организације налази се у Монтреалу, Квебек, Канада. Канцеларија у Лозани је постала регионална канцеларија за Европу. Друге регионалне канцеларије су успостављене у Африци, Азији/Океанији и Латинској Америци. WADA је одговорна за Светски антидопиншки кодекс, који је усвојило више од 650 спортских организација, укључујући међународне спортске федерације, националне антидопиншке организације, МОК и Међународни параолимпијски комитет. Према подацима из 2020, њен председник је Витолд Банка.
Организацију је првобитно финансирао Међународни олимпијски комитет.

## Организација
Највиши орган за доношење одлука у WADA је 38-члани фондацијски одбор, који се састоји подједнако од представника МОК-а и представника националних влада. Председника агенције именује Одбор Фондације. Већина свакодневног управљања је делегирана на 12-члани извршни комитет, чије чланство је такође равноправно подељено између МОК-а и влада. Такође постоји неколико подкомитета са ужим надлежностима, укључујући Комитет за финансије и администрацију и Комитет спортиста који чине спортисти.
WADA је међународна организација. Она делегира рад у појединачним земљама регионалним и националним антидопиншким организацијама (RADO и NADO) и налаже да ове организације буду у складу са Светским антидопиншким кодексом. WADA такође акредитује око 30 лабораторија за обављање потребних научних анализа за допинг контролу.
Статути организације WADA и Светски антидопиншки кодекс обавезују Суд за спортску арбитражу као крајњу надлежност у одлучивању у случајевима повезаним са допингом.

## Светски антидопиншки кодекс
Светски антидопиншки кодекс је документ који је објавила WADA и чији је потписник око 700 спортских организација широм света. Кодекс „хармонизује антидопиншке политике, правила и прописе у спортским организацијама и међу јавним властима“ у сврху „заштите основног права спортиста да учествују у спорту без допинга“. Кодекс је допуњен са осам међународних стандарда које је објавила WADA и који покривају теме забрањених супстанци, испитивања и истраживања, лабораторије, изузећа у терапијској употреби, заштиту приватности и личних података, поштовање кодекса од стране потписника, образовање и управљање резултатима. Најновија верзија кода ступила је на снагу 1. јануара 2021. године.
Спортске организације су 2004. године примениле Светски антидопиншки кодекс пре Олимпијских игара у Атини, Грчка. У новембру 2007. године, више од 600 спортских организација (међународне спортске федерације, националне антидопиншке организације, Међународни олимпијски комитет, Међународни параолимпијски комитет и низ професионалних лига у разним земљама света) једногласно је усвојило ревидирани Кодекс на Трећој светској конференцији о допингу у спорту, које је ступио на снагу 1. јануара 2009. године.
Године 2013, одобрене су даље измене и допуне Кодекса, удвостручавајући санкције за први прекршај у коме је утврђен намерни допинг, али дозвољавајући блаже санкције за ненамерно кршење правила или за спортисте који сарађују са антидопиншким агенцијама. Ажурирани кодекс је ступио на снагу 1. јануара 2015.

## Критика

### Статистичка валидност тестова
Професор Доналд А. Бери је тврдио да затворени системи које користе антидопиншке агенције не дозвољавају статистичку валидацију тестова. Овај аргумент је подржан у пропратном уводнику у часопису Nature (7. августа 2008). Антидопиншка заједница и научници упознати са антидопиншким радом одбацили су ове аргументе. Дана 30. октобра 2008, часопис Nature (том 455) је објавила писмо уреднику WADA-е у којем се супротставља Беријевом чланку. Међутим, постојао је најмање један случај када је Суд за спортску арбитражу прогласио неважећим развој статистичке границе одлучивања коју је користила WADA у тестирању употребе HGH.

### Суен Јангова допиншка контроверза
Кинески пливач Суен Јанг је 2018. уништио узорке узете током антидопиншког теста. Као оправдање, Суен Јанг, кинески медији, новинари и научници су касније критиовали службеника за допиншку контролу (DCO) задуженог за мисију тестирања због непоштовања одговарајућих протокола. Комисија за допинг, FINA, ослободила је Суена од прекршаја. Међутим, WADA је уложила жалбу на одлуку Суду за спортску арбитражу. Трочлано веће CAS прогласило је Суена кривим за одбијање сарадње са тестерима узорака и забранило му да се такмичи у пливању до фебруара 2028. године. Међутим, одлука CAS-а је критикована. Швајцарски савезни суд је 22. децембра 2020. поништио одлуку CAS-а због пристрасности председника већа, који је претходно твитовао антикинеске расне увреде. Даље је утврђено да је још један арбитар, Романо Субиото, седео у радној групи WADA-е. Ова забрана је касније смањена на 4 године и 3 месеца уместо на 8 година колико је раније било, што значи да ће Суен моћи да учествује на Олимпијским играма 2024.

## Председници
| Бр. | Датум                                  | Име          | Држава               |
| --- | -------------------------------------- | ------------ | -------------------- |
| 1   | 10. новембар 1999 — 31. децембар 2007. | Дик Паунд    | Канада               |
| 2   | 1. јануар 2008 — 31. децембар 2013.    | Џон Феји     | Аустралија           |
| 3   | 1. јануар 2014 — 31. децембар 2019.    | Крег Риди    | Уједињено Краљевство |
| 4   | 1. јануар 2020 — данас                 | Витолд Бањка | Пољска               |